# Принцип инверсии зависимостей
Принцип инверсии зависимостей (англ. dependency inversion principle, DIP) — принцип объектно-ориентированного программирования, суть которого состоит в том, что классы должны зависеть от абстракций, а не от конкретных деталей. Используется для минимизации зацепления в компьютерных программах. Может рассматриваться как уменьшение знаний о данных и поведении объекта (и зацепления с ним) до минимума, описанного интерфейсом. 
Этот принцип также может быть применен и функциональному программированию, в этом случае зависимость должна быть указана от максимально абстрактных типов данных и функций. 
Принцип входит в пятёрку принципов SOLID. Принцип был выведен в трудах Роберта Мартина.
Формулировка:
- A. High level modules should not depend upon low level modules. Both should depend upon abstractions.
- B. Abstractions should not depend upon details. Details should depend upon abstractions.

Формулировка на русском языке:
- A. Модули верхних уровней не должны зависеть от модулей нижних уровней. Оба типа модулей должны зависеть от абстракций.
- B. Абстракции не должны зависеть от деталей. Детали должны зависеть от абстракций.